# Uwe Laßen
Uwe Laßen (* 1. Juni 1939) ist ein deutscher ehemaliger Parteifunktionär der DDR-Blockpartei NDPD. Er war Vorsitzender des Bezirksvorstandes Frankfurt (Oder) und stellvertretender Vorsitzender der NDPD.

## Leben
Laßen, Sohn des NDPD-Funktionärs Heinz Laßen, besuchte die Grundschule und die Oberschule und erwarb 1957 das Abitur. Im gleichen Jahr wurde er Mitglied der NDPD. Während seines Wehrdienstes in der Nationalen Volksarmee war er Funker in einem Divisionsstab. Ein Fernstudium der Geschichte schloss er als Diplomhistoriker ab. Er wurde NDPD-Funktionär im Bezirk Frankfurt (Oder). Seine erste Funktion war die eines Kreissekretärs der Partei in Frankfurt (Oder). Gleichzeitig war er Stadtverordneter ebenda. 
Von 1972 bis 1982 war er Mitglied des Hauptausschusses der NDPD. Im Jahr 1979 wurde er mit dem Ehrentitel Verdienter Aktivist ausgezeichnet. Ab 1981 war er Abgeordneter des Bezirkstages und von Juli 1985 bis 1989 Vorsitzender des NDPD-Bezirksvorstandes Frankfurt (Oder) (Nachfolger von Hans Möller). Von 1985 bis 1990 gehörte er erneut dem Hauptausschuss der NDPD an und von Mai 1987 bis 1990 war er Mitglied des Präsidiums des Hauptausschusses. Am 7. November 1989 wurde er zum Stellvertreter des Vorsitzenden der NDPD gewählt. Nach der Wahlniederlage seiner Partei am 18. März 1990 trat er von seinen Parteiämtern zurück. Er war nicht bereit, den Beitritt der NDPD zum „Bund Freier Demokraten“ mitzutragen, der am 28. März 1990 erfolgte und drei Tage später von einer Parteikonferenz gebilligt wurde.
Laßen war anschließend als Mitarbeiter der Treuhandanstalt und als Leiter des Arbeitsstabes des Komitees zur Auflösung des MfS in Frankfurt (Oder) tätig.